# Aubigny-en-Laonnois
Aubigny-en-Laonnois é uma comuna francesa na região administrativa de Altos da França, no departamento Aisne. Estende-se por uma área de 4,41 km². Em 2010 a comuna tinha 107 habitantes (densidade: 24,3 hab./km²).